# 蒸気発生器 (原子力)

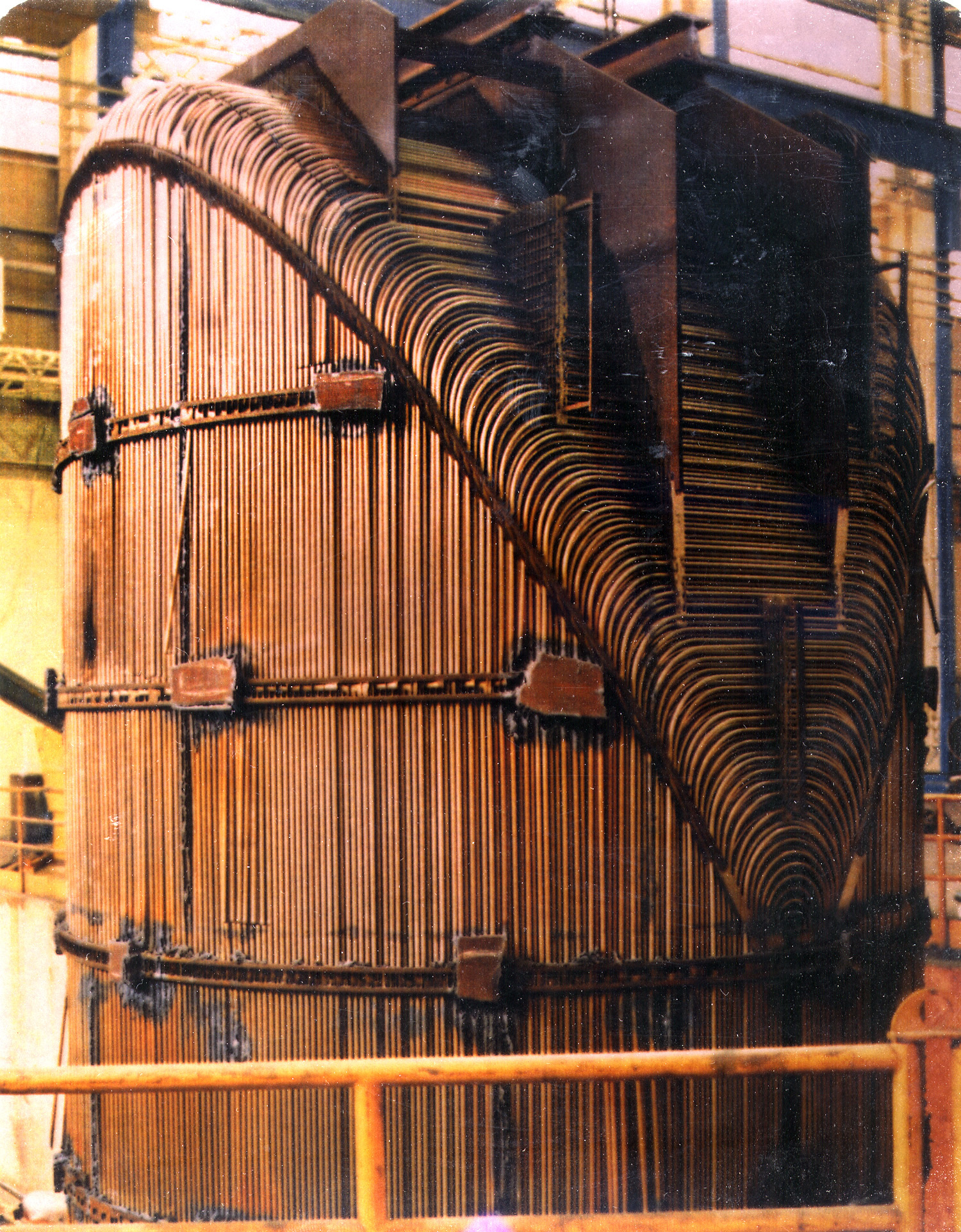

蒸気発生器（じょうきはっせいき）は、原子炉から取り出した熱で蒸気を発生させる装置である。

## 概要
原子炉内部で直接蒸気が発生する沸騰水型原子炉 (BWR) 以外の炉形式では、原子炉から取り出した熱を外部へ伝えるための熱交換器が備わっている。発電炉の場合、タービン発電機を駆動させるための蒸気を作るために熱交換器を設けるので、これを蒸気発生器 (Steam Generator：SG) と呼ぶ。

## 仕組み
商用炉用蒸気発生器はメーカーによって形式が異なるので、ここでは日本国内で使用されている三菱重工業製加圧水型原子炉(PWR)の蒸気発生器を取り上げる。同社のSGの評価は高く、いくつかの輸出実績がある。しかしながら過去には製作不良による事故も経験している。
三菱重工製SGは竪置U字管式再循環型で、直径約5m、全長約20mの円筒形をしている。SG下部から内部に向けて逆U字型の伝熱細管（直径約2cm、厚さ約1.3mm）が管板を介して約3300本溶接されている。中ほどに2次側(給水側)入り口があり、発生した蒸気は気水分離器、湿分分離器を経て最上部から外へ出てゆく。1次冷却水が下から入りU字管内部を流れて下から出ていく間に2次冷却水と熱交換する。2次側の冷却水は1次側に比べて低圧となっており、伝熱細管内を冷却水が高速で流れている事とSG内部で盛んに蒸発が起こるため内部は激しい振動にさらされている。
SGは原子炉格納容器内に置かれる。SG一基を含む1次冷却水の回路をループと呼び、PWRではループの数によって出力が決定される。現在の100万kW級PWRでは4ループ構成になっている。

## 保守
SGはPWRの弱点である。原子炉の表面積のほとんどが数ミリの厚みしか無い伝熱細管で占められており、その検査と保守には多大な労苦がある。検査の結果、腐食や減肉で使用に耐えないと判断された細管は栓をされ、使用され無くなる。
蒸気発生器の健全性評価基準の一つとして施栓率がある。日本国内で初期に稼動したPWRでは、やがて施栓率が一割を越えるような状態で運転されるものもあったが、熱効率の悪化による出力低下により定格出力を保てなくなったことと、新規立地が難しくなり、原子力発電所の建て替えが進まなくなったため、電力各社は既存原子炉の延命を図り、初期に稼動した原子炉の古いSGのいくつかは交換されている。
PWRのSGは巨大な装置で、原子炉圧力容器より大きく、SG取替えはBWRの炉心シュラウド取替えと並ぶ極めて大規模な工事となる。原子炉設計時には、このような大型機器の交換工事は考慮されておらず、このため工事にあたっては、あらかじめ原子炉格納容器と原子炉建屋の一部を破壊して搬入・搬出口を設ける必要がある。

## 事故
SGを使って炉心冷却系を炉心内部を経由する1次冷却系と、炉心を経由しない2次冷却系に分けることで、放射線管理が原子炉圧力容器内に限定されることになる。そのため1次冷却系の圧力モニターが“低”の信号を発したり2次冷却水の放射線モニターが“高”の信号を発した場合、1次冷却水漏洩と判断されて、原子炉は自動停止（スクラム）する。PWRでは原子炉のスクラムをトリップと言う。
伝熱細管が破損すると1次冷却水は2次系へ急速に漏出する。これは2次系の圧力が1次側に比べて低いためで、これにより原子炉冷却材が急速に失われていくことになる。伝熱細管破損はBWRの主蒸気管破断と並んで、想定されている事故の中では最も深刻である。1991年2月9日に、関西電力美浜発電所2号炉で伝熱細管がギロチン破断（刃物で断ち切った様に真っ二つになる事）して冷却水が2次側に漏洩した。一次冷却水の漏出により「加圧器圧力低」の信号が発報し、原子炉はトリップ、続いて非常用炉心冷却装置が自動作動して原子炉は冷却され安全に停止した。この事故は、国内の原子力発電所でECCSが動作する最初の事例となった。その後の調査では、細破破断の原因はSGの製作不良（振れ止め金具の挿入不良）による高サイクル疲労によるものと判定され、メーカーである三菱重工による損害賠償が行われている。美浜2号炉を含む関西電力のいくつかの原子炉では、事故の後、順次SGの交換が行われた。なお事故を起こした美浜2号炉のSGは美浜発電所構内に展示されており、一般に公開されている。